# Träslag
Ett träslag är trä eller virke från en viss trädart. Oftast har träslaget samma namn som trädet.
Virke från ett visst träslag har olika densitet beroende på variationer i fuktkvot. Fuktkvoten kan variera mellan 20 % och ner till i princip noll. Nyligen fällt trä har generellt en fuktkvot mellan 60 och 200 % beroende på träslag, årstid, breddgrad, temperatur etc. Virket torkar sedan, i luften eller med människans hjälp ner förbi fibermättnadspunkten, fuktkvot omkring 30 %, till ca 20 % för lufttorkat virke eller ned till 6–10 % i torkning. Virke från samma träslag kan även ha olika densitet beroende om trädet har växt snabbt eller långsamt, densiteten varierar även mellan de inre och de yttre delarna av stammen, mellan vårved och sommarved etc. Densiteten anges i medeldensitet för ett specifikt träslag. Virkets nyans i färg kan skilja från splintveden till in mot trädets märg, även för samma träslag kan det var skillnad i nyans.

## Egenskaper för vanliga snickeriträslag
| Träslag           | Botaniskt namn            | Färg                               | Medeldensitet | Egenskaper                           | Rötmotstånd    | Användning                                                           | Bild |
| ----------------- | ------------------------- | ---------------------------------- | ------------- | ------------------------------------ | -------------- | -------------------------------------------------------------------- | ---- |
| Alm               | Ulmus                     | gul nyans                          | 690 kg/m³     | hårt, svårbearbetat med handverktyg. | bra            | faner, möbler, båtvirke.                                             |      |
| Ask               | Fraxinus excelsior        | ljusvit till gul, kärnan mot brunt | 680 kg/m³     | hårt och segt                        | medelbra       | möbler, träinredningar, faner, golv.                                 |      |
| Asp               | Populus tremula           | vitaktig                           | 400 kg/m³     | mjukt                                | dåligt         | bastu, tändstickor, blindträ                                         |      |
| Avenbok           | Carpinus betulus          | gråvit, marmorlik                  | 800 kg/m³     | hårt                                 | dåligt         | industrigolv                                                         |      |
| Balsaträ          | Ochroma                   | ljusgul                            | 140 kg/m³     | mycket mjukt                         | dåligt         | skalmodeller                                                         |      |
| Björk             | Betula                    | gulvit                             | 650 kg/m³     | tämligen hårt och segt               | dåligt         | möbler, faner, golv, plywood                                         |      |
| Bok               | Fagus sylvatica           | vit eller rödbok                   | 725 kg/m³     | mycket hårt och segt                 | dåligt på mark | möbler, golv, träinredningar, glasspinnar                            |      |
| Cederträ          | Familj Pinaceae           | brunröd till gulaktig              | 450 kg/m³     | medelhårt                            | bra            | fasader, båtvirke, träinredningar                                    |      |
| Douglasgran       | Pseudotsuga menziesii     | gulvit, liknar furu                | 580 kg/m³     | medelhårt lätt att bearbeta          | bra            | möbler, faner, båtvirke                                              |      |
| Ek                | Quercus robur             | gulbrun                            | 750 kg/m³     | hårt                                 | bra            | möbler, faner, golv, utomhussnickerier, båtvirke                     |      |
| En                | Juniperus communis        | gulaktigt                          | 700 kg/m³     | hårt och segt, speciell lukt         | bra            | slöjd, gärdesgårdar                                                  |      |
| Furu (tall)       | Pinus sylvestris          | gulaktigt, kärnan mörkare          | 520 kg/m³     | medelhårt och kådrikt                | bra i kärnan   | möbler, faner, träinredningar, fönster, konstruktionsvirke, båtvirke |      |
| Gran              | Picea abies               | gulvit                             | 460 kg/m³     | medelhårt, elastiskt                 | medelbra       | konstruktionsvirke, rundhult, emballage, stråkinstrument (lock)      |      |
| Hägg              | Prunus padus              | brungul - mörkbrun kärna           | 620 kg/m³     | mjukt men segt                       | dåligt         | finare snickeriarbeten, förr även vapenstockar                       |      |
| Klibbal           | Alnus glutinosa           | gulaktig                           | 540 kg/m³     | mjukt trä                            | medelbra       | trätoffelbottnar, bastuinredningar, möbler                           |      |
| Lind              | Tilia cordata             | ljusgul                            | 500 kg/m³     | mjukt                                | dåligt         | skulpturer, sniderier                                                |      |
| Lärkträ           | Larix eller Larix russica | gulaktigt                          | 580 kg/m³     | medelhårt, rik på harts              | bra            | snickerier, båtvirke, rundhult                                       |      |
| Lönn              | Acer platanoides          | gulaktig                           | 600 kg/m³     | hårt                                 | dåligt         | möbler, faner, stråkinstrument (hals, sargar, botten och stall)      |      |
| Hondurasmahogny   | Swietenia macrophylla     | mörkbrun till rödbrun              | 680 kg/m³     | medel till hårt trä                  | bra            | möbler, faner, båtvirke                                              |      |
| Afrikansk mahogny | Khaya                     | rödbrunt                           | 600 kg/m³     | medelhårt till hårt                  | bra            | möbler, träinredningar, faner, båtvirke                              |      |
| Sitkagran         | Picea sitchensis          | i färg att likna med svensk gran   | 450 kg/m³     | mjukt elastiskt trä                  | medelbra       | rundhult, musikinstrument                                            |      |
| Sötkörsbärsträ    | Prunus avium              | röd-brun                           | 600 kg/m³     | hårt                                 | medelbra       | möbler, faner                                                        |      |
| Teak              | Tectona grandis           | brun, nybearbetad brungrön         | 675 kg/m³     | hårt fett trä, svårt att limma       | extremt bra    | möbler, faner, träinredningar, båtvirke                              |      |
| Valnötsträ        | Juglans regia             | brunt till mörkbrunt               | 550 kg/m³     | medelhårt                            | medelbra       | möbler, faner, gevärskolvar                                          |      |

1. ↑  Medeldensitet uttryckt i kg per m3 vid 15 % RH och 25 °C (ca 5 % fuktkvot) innebärande att den "torra densiteten" (oftast benämnd torr-rådensiteten) för veden är lika med medeldensiteten dividerad med 1,05.

## Olika träslag i genomskärning

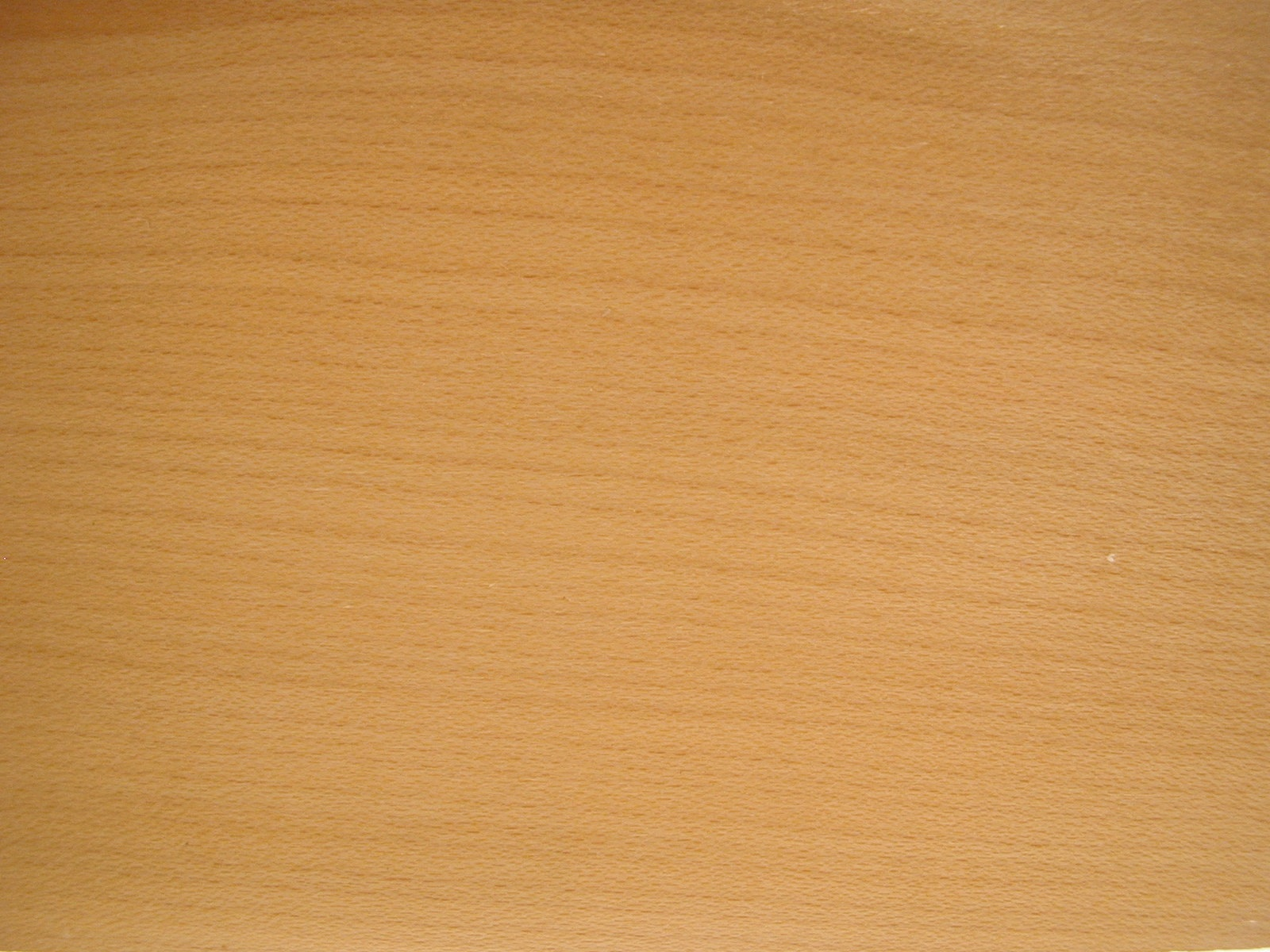
Lönnvirke
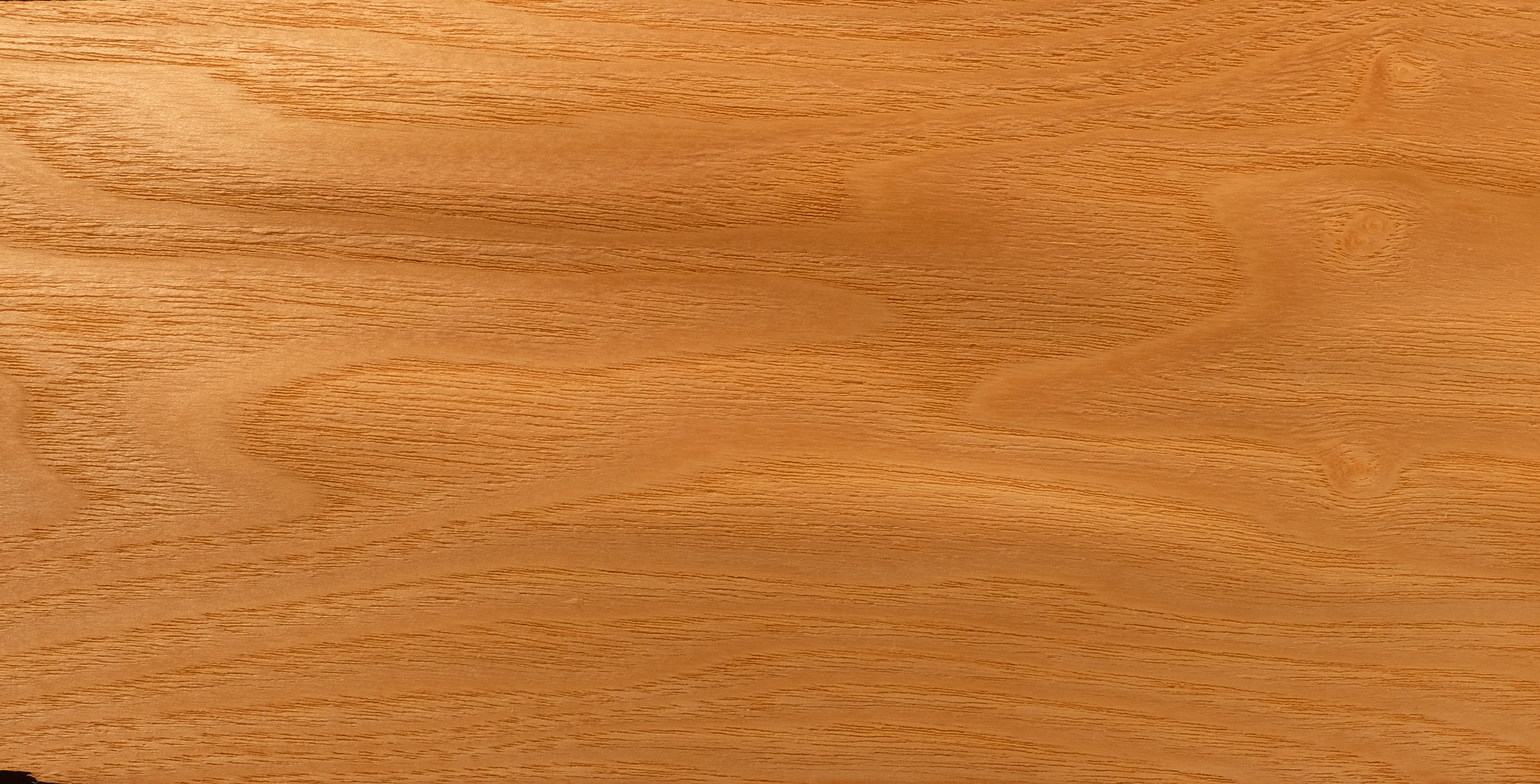
Askvirke
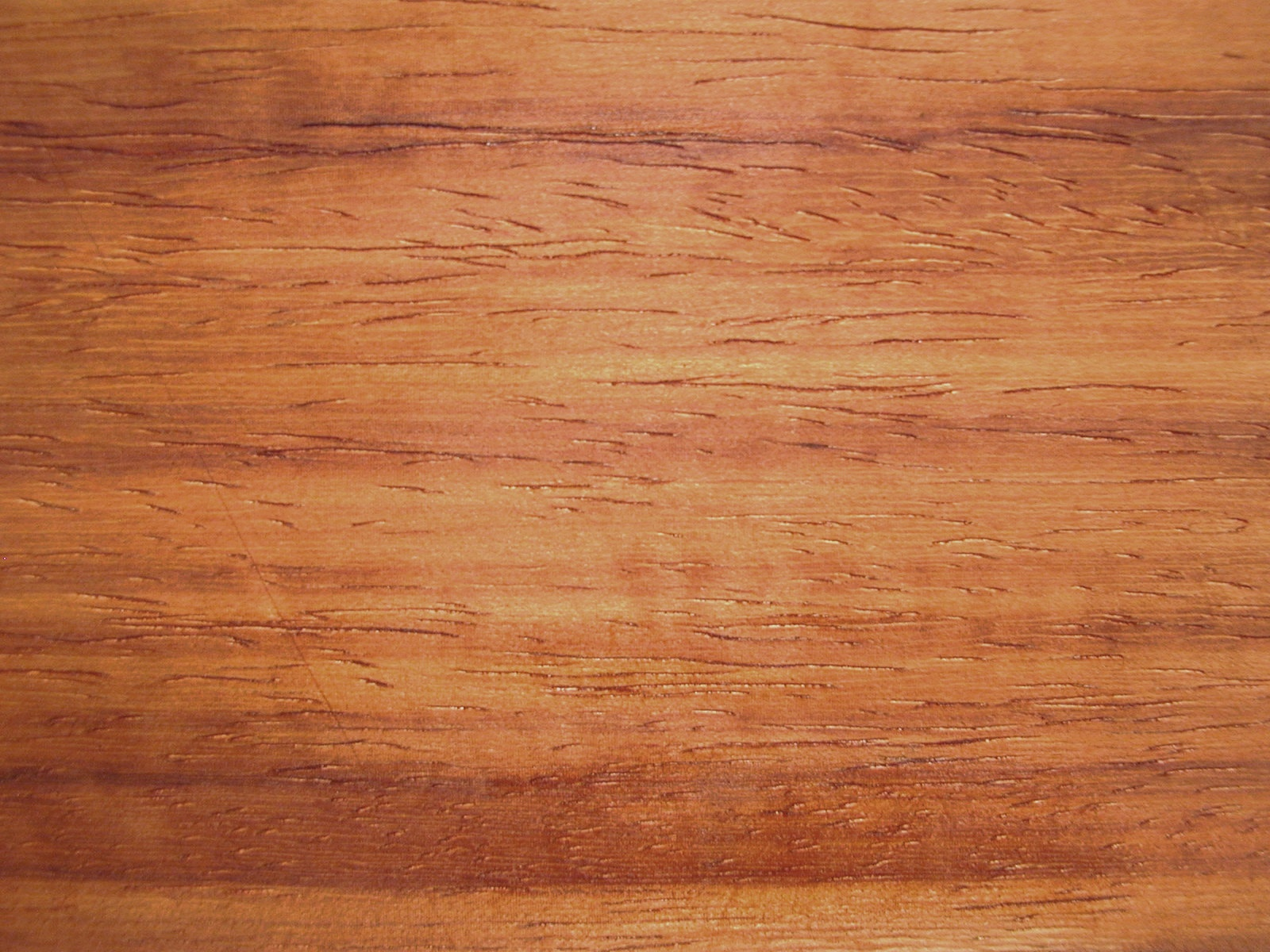
Afrikansk padoek
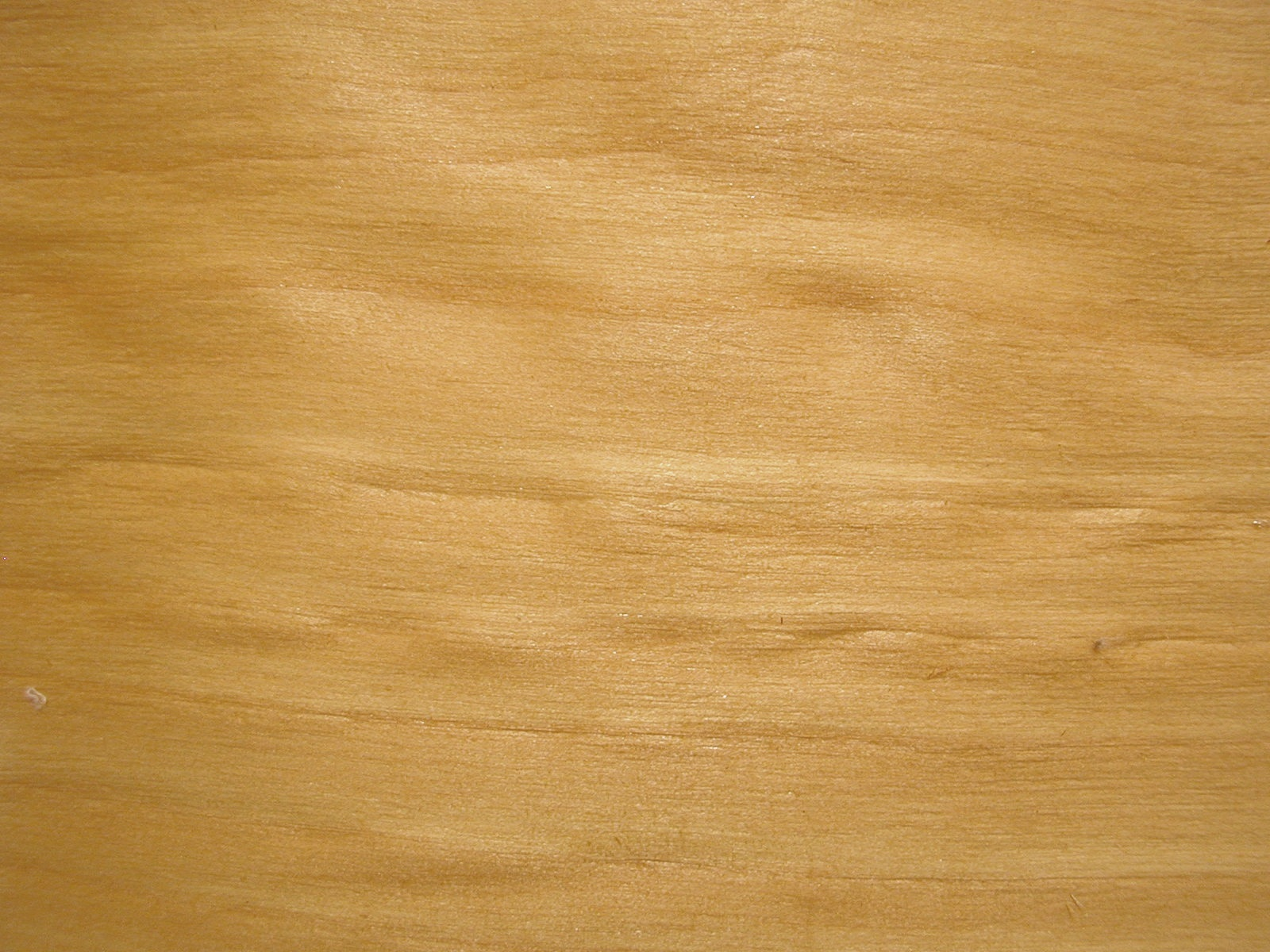
Björkvirke
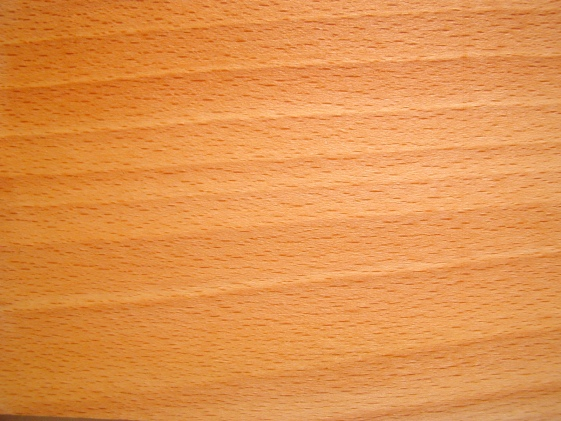
Bokvirke
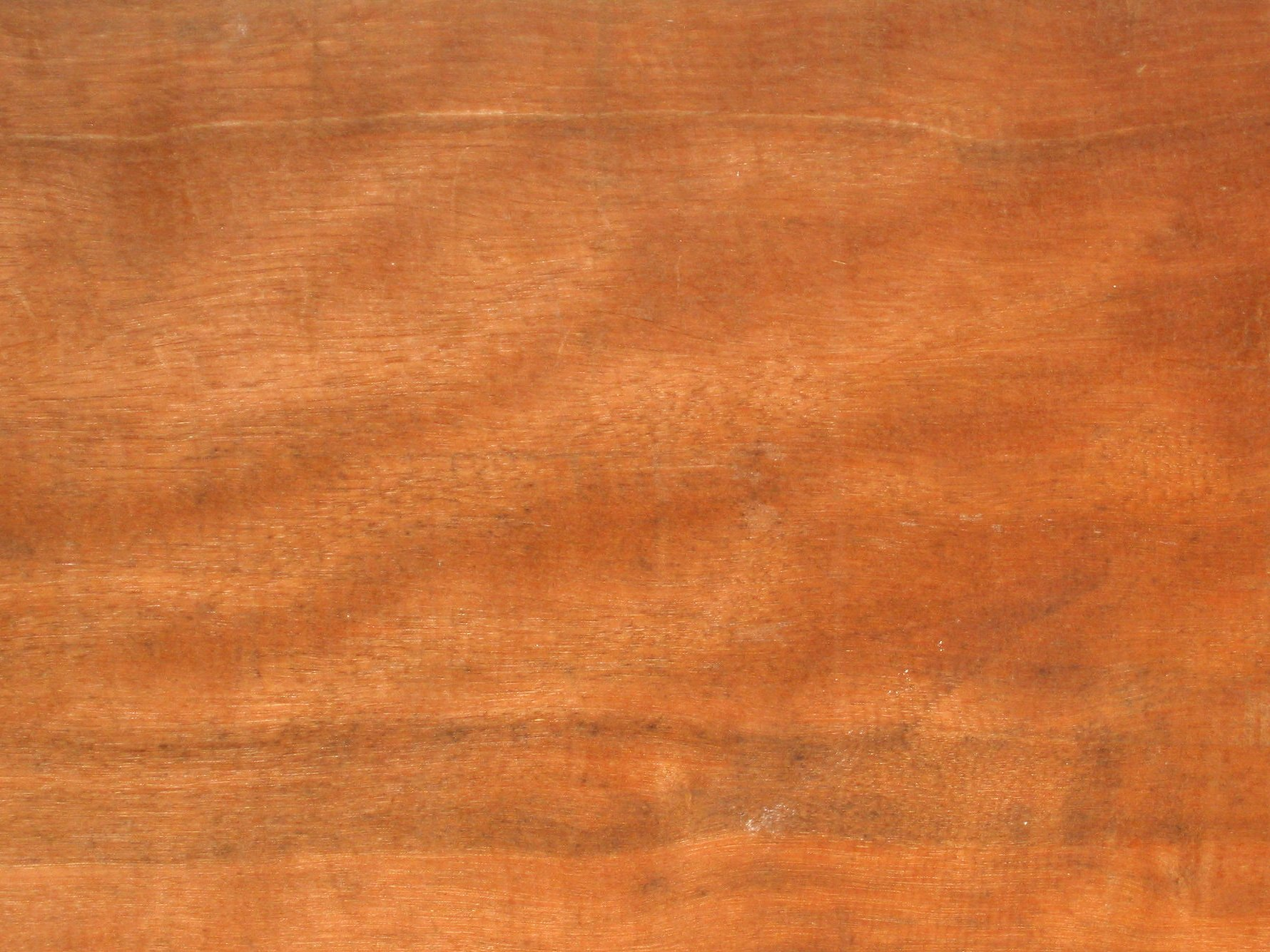
Biling
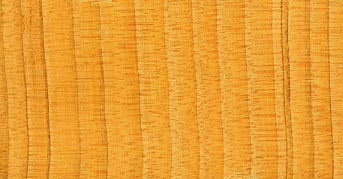
Cederträ
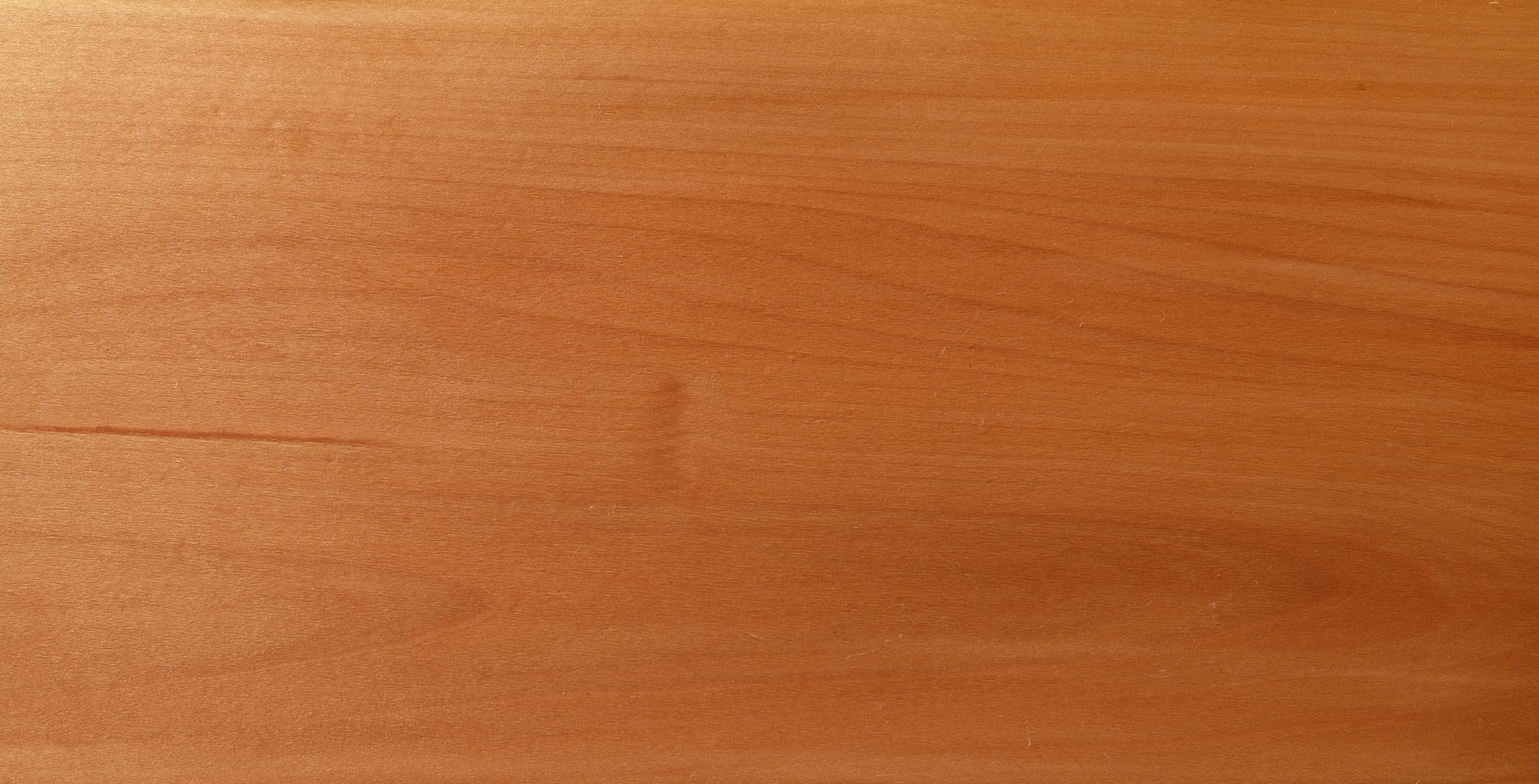
Oxelträ
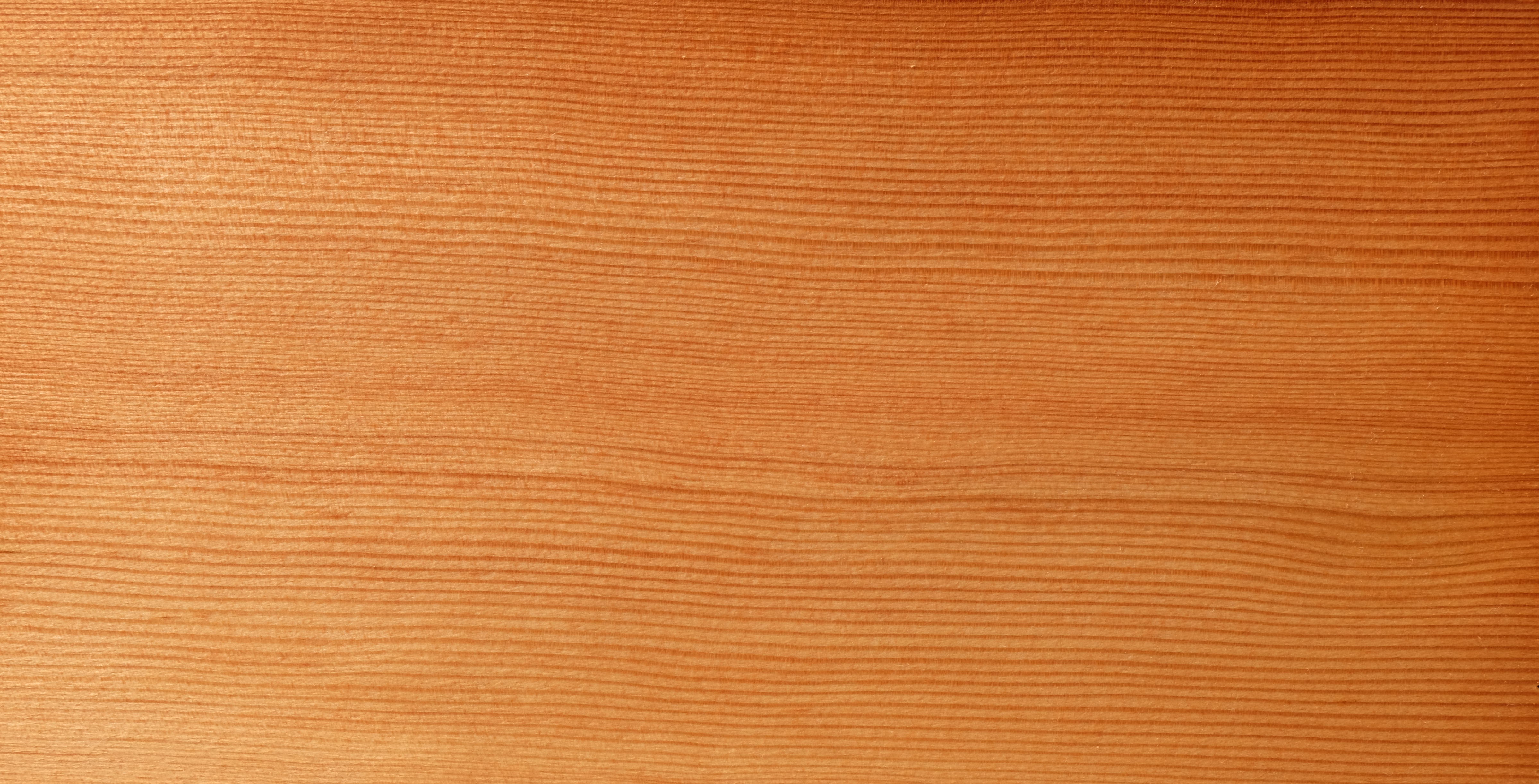
Douglasgran
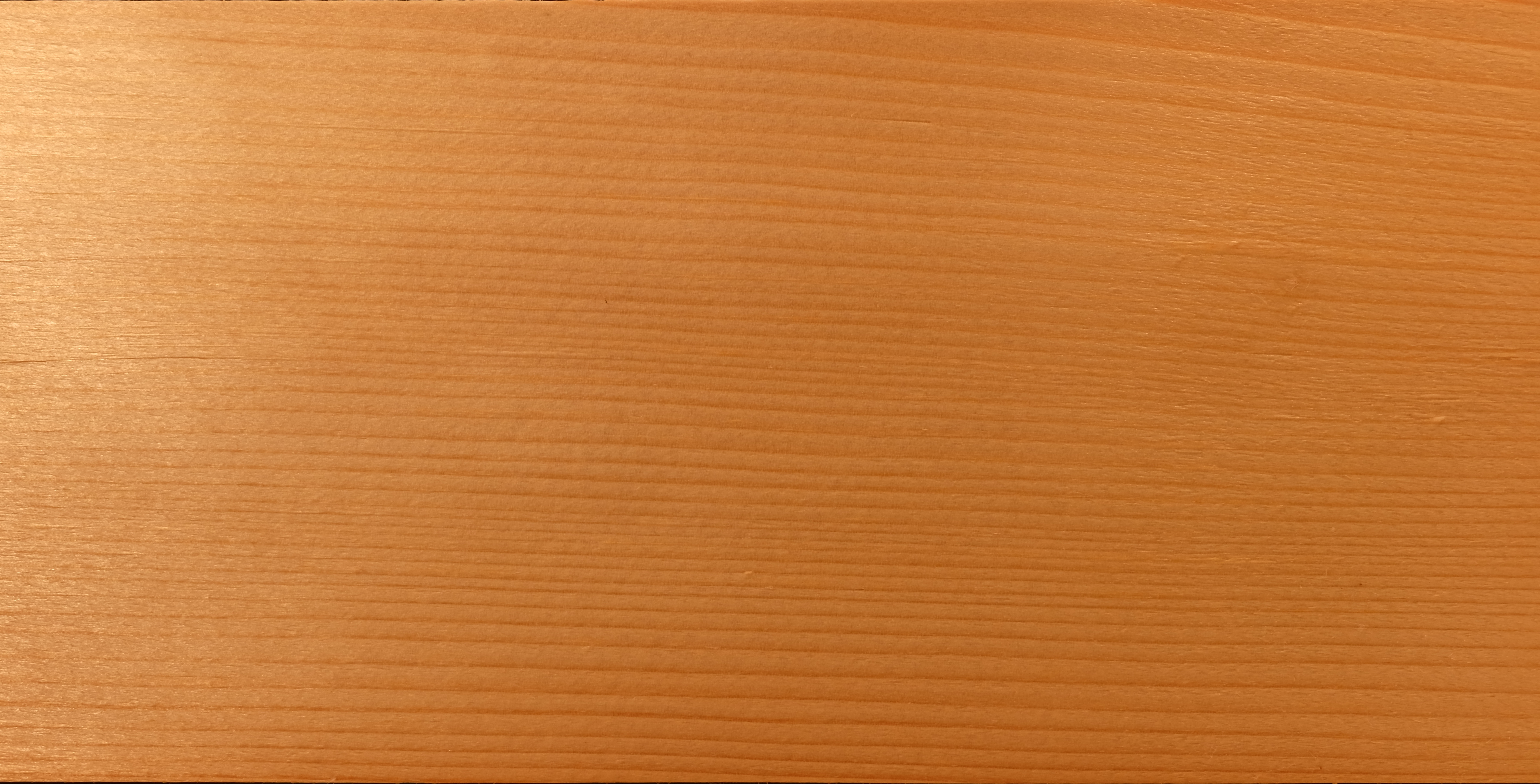
Granvirke
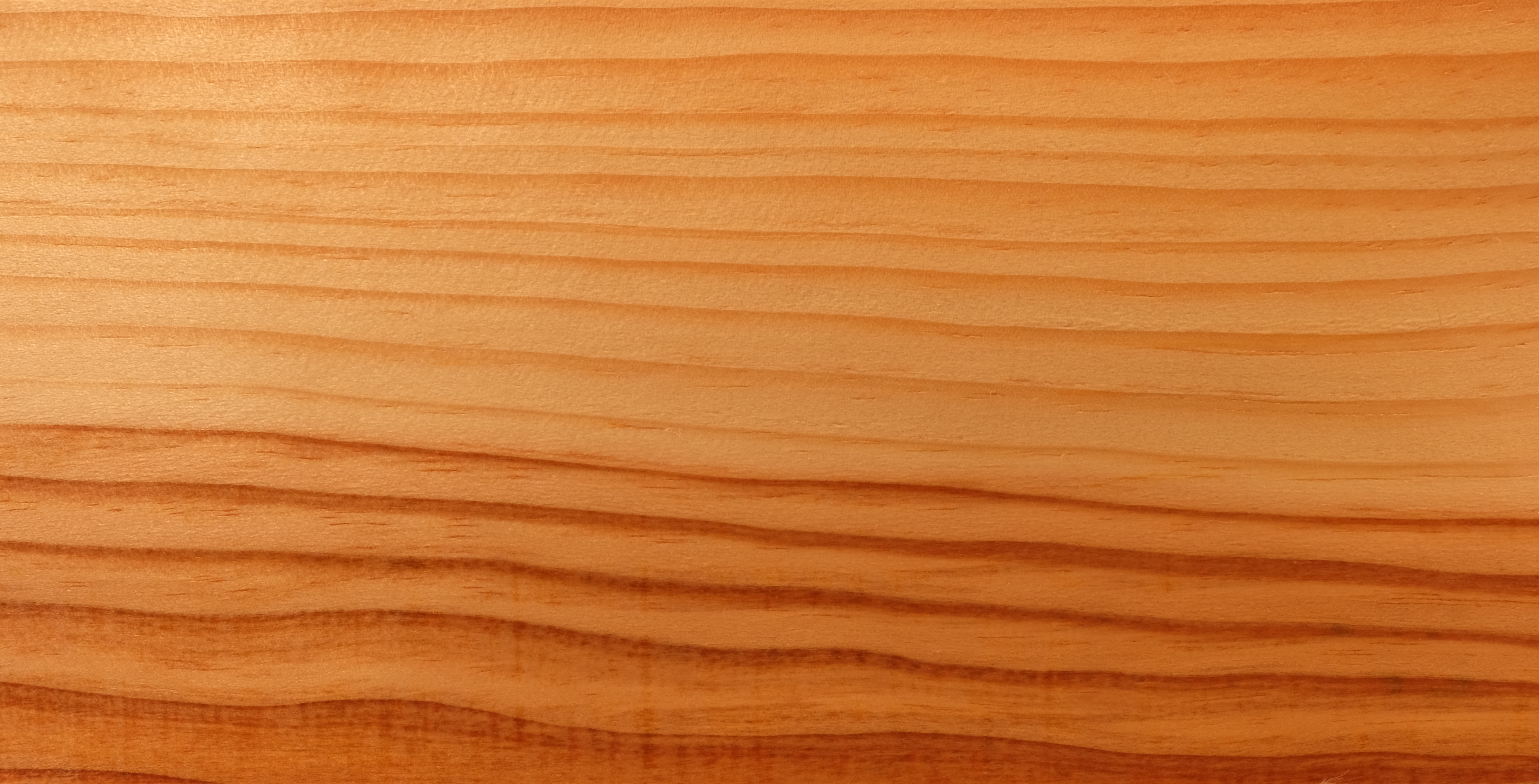
Furuvirke
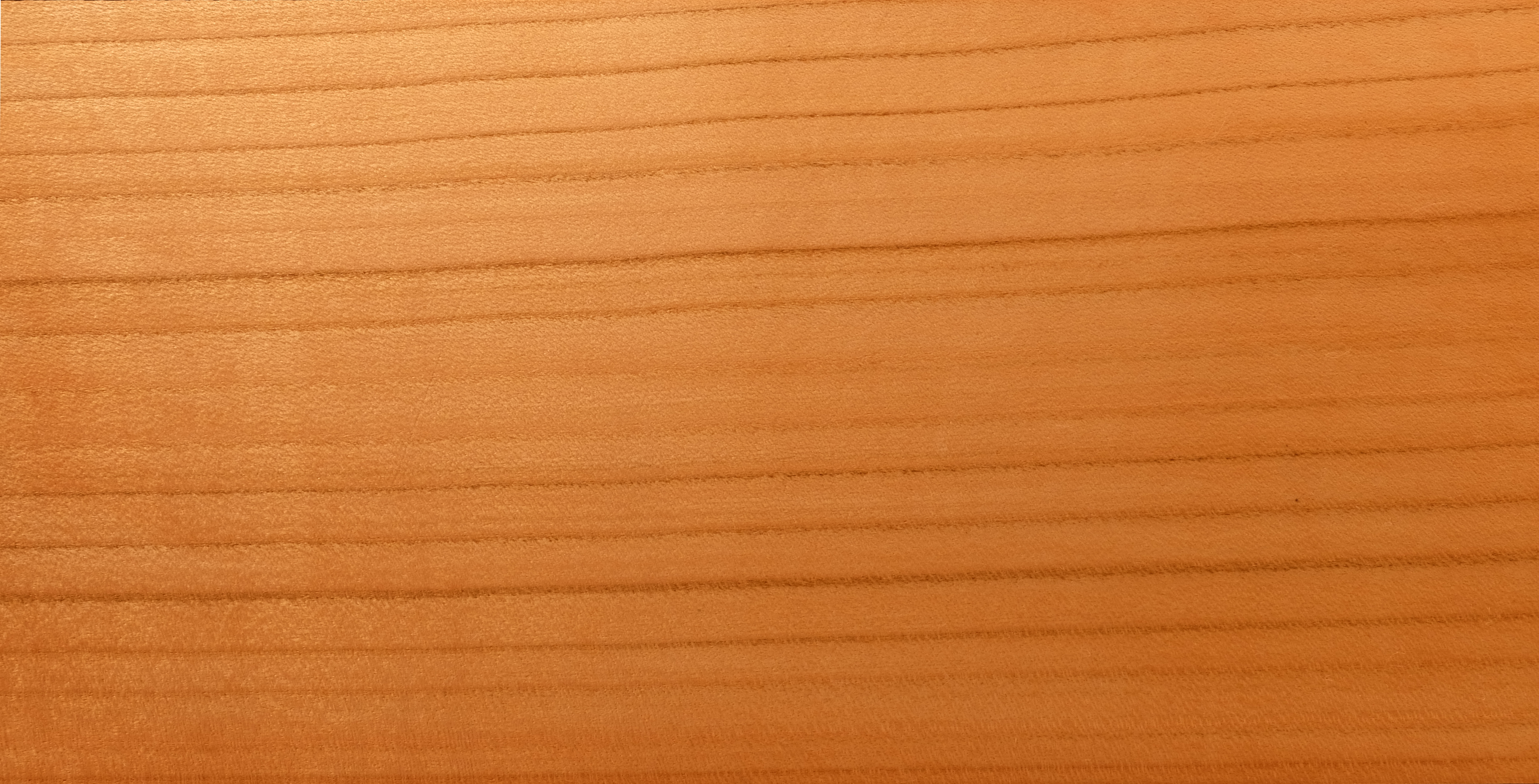
Körsbärsvirke
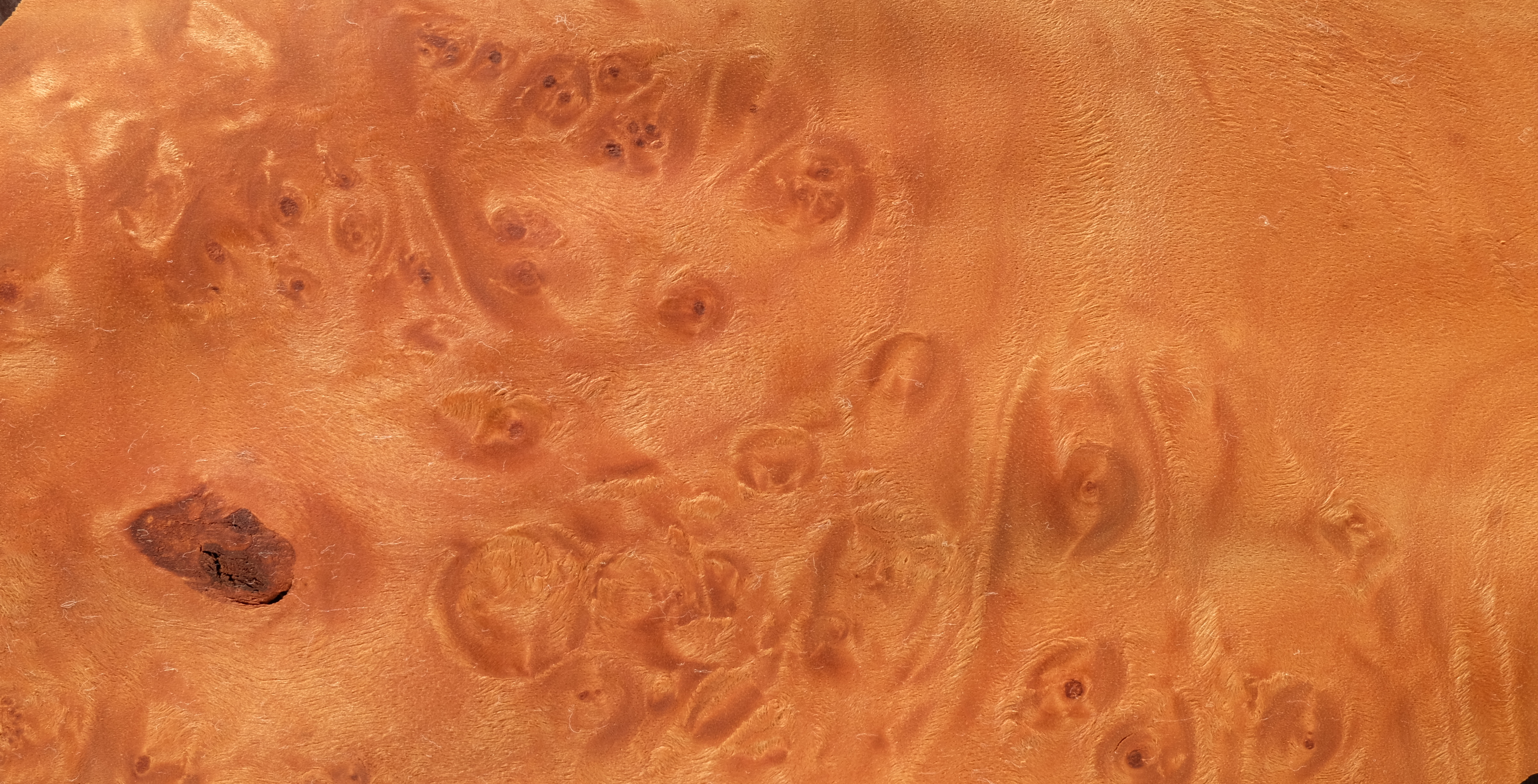
Lönnmasur
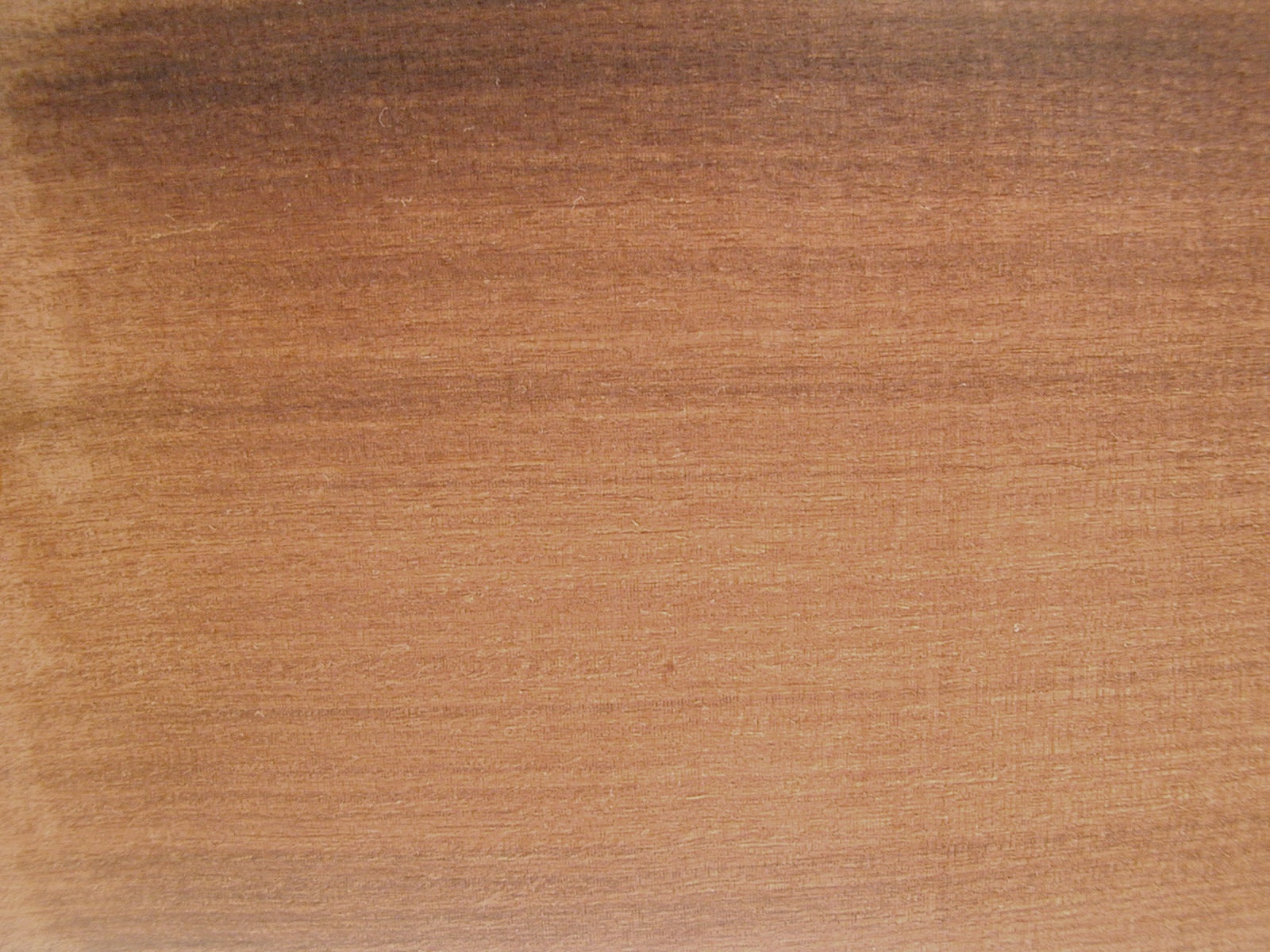
Mansonia
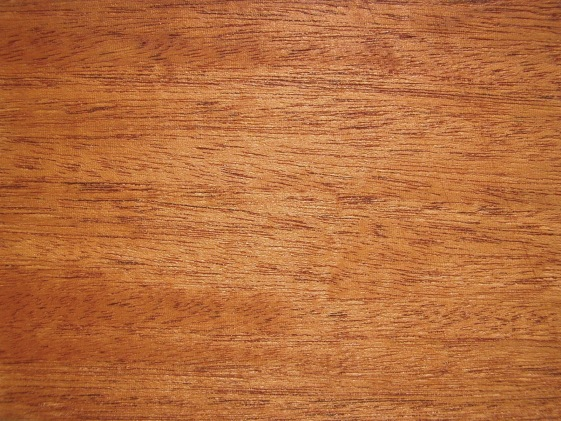
Mahogny
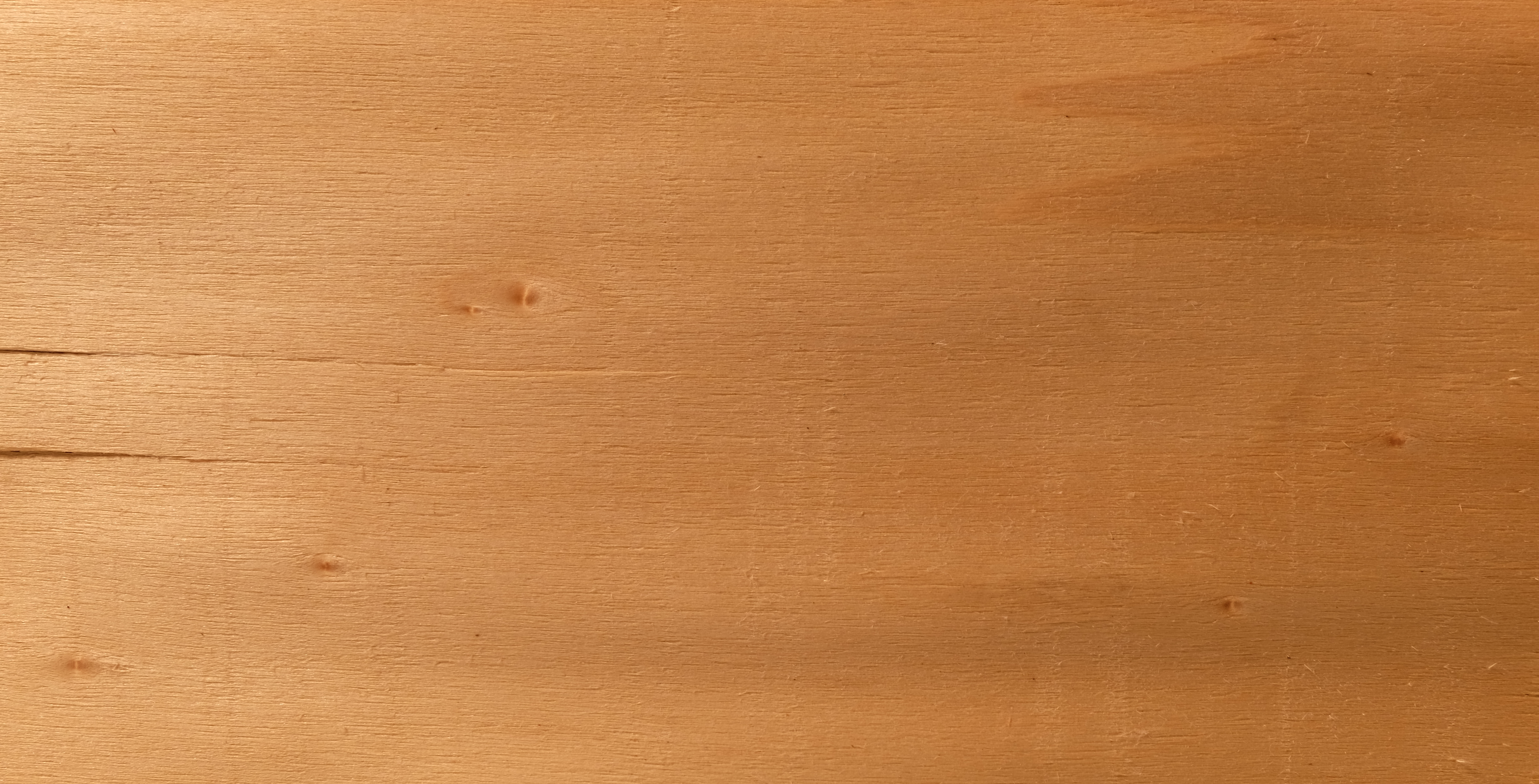
Poppel
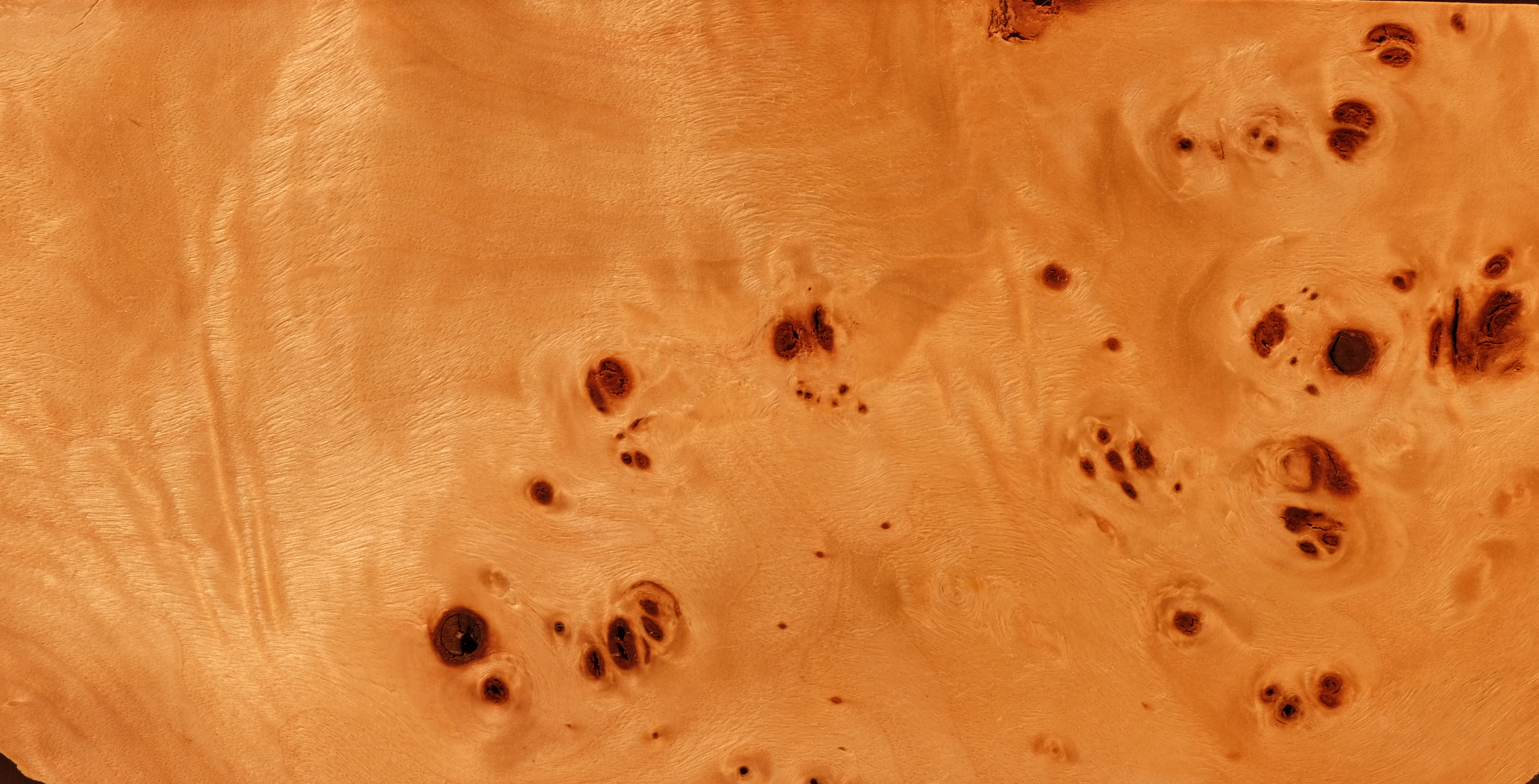
Poppelrot
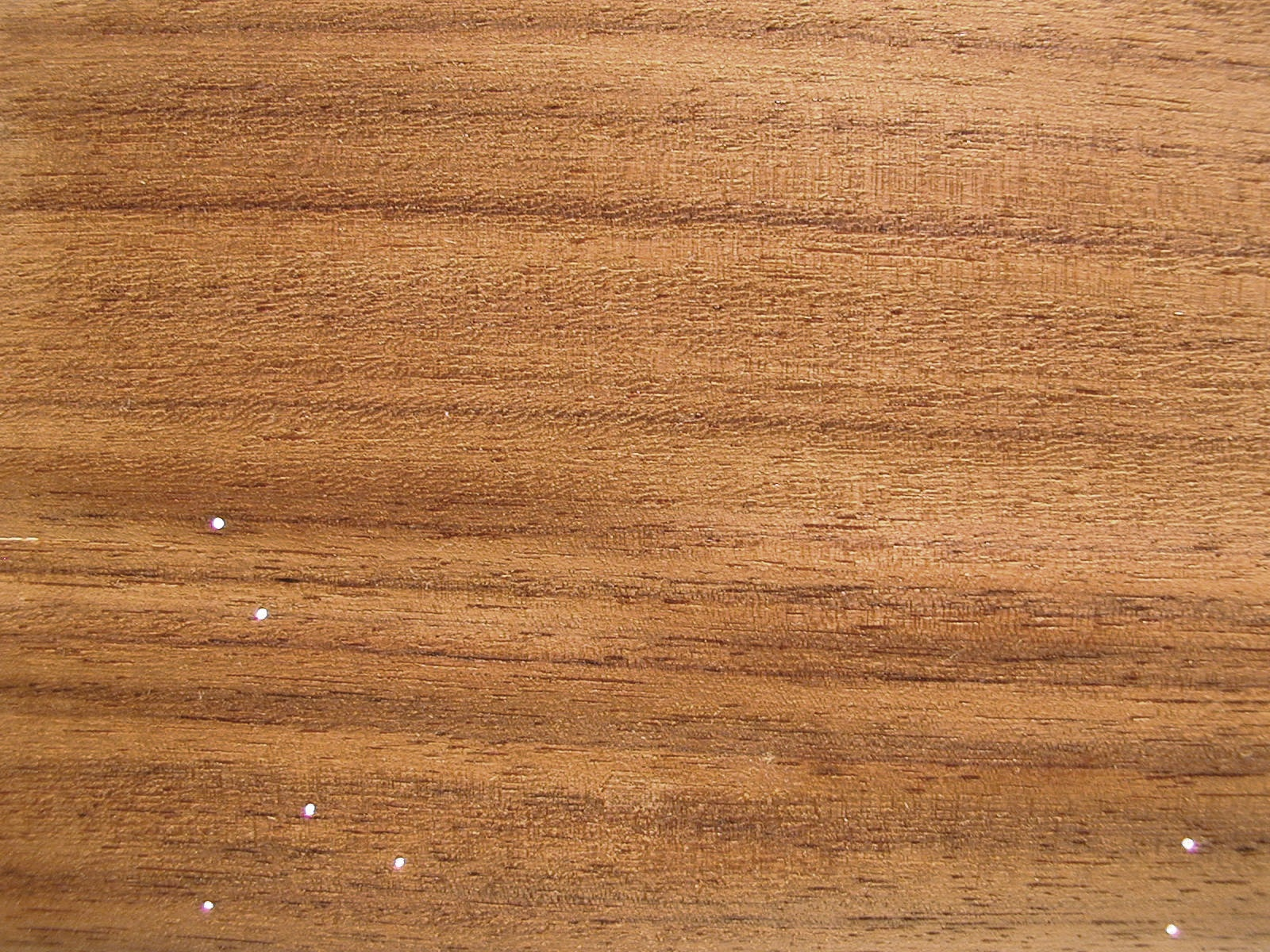
Indisk Palissander
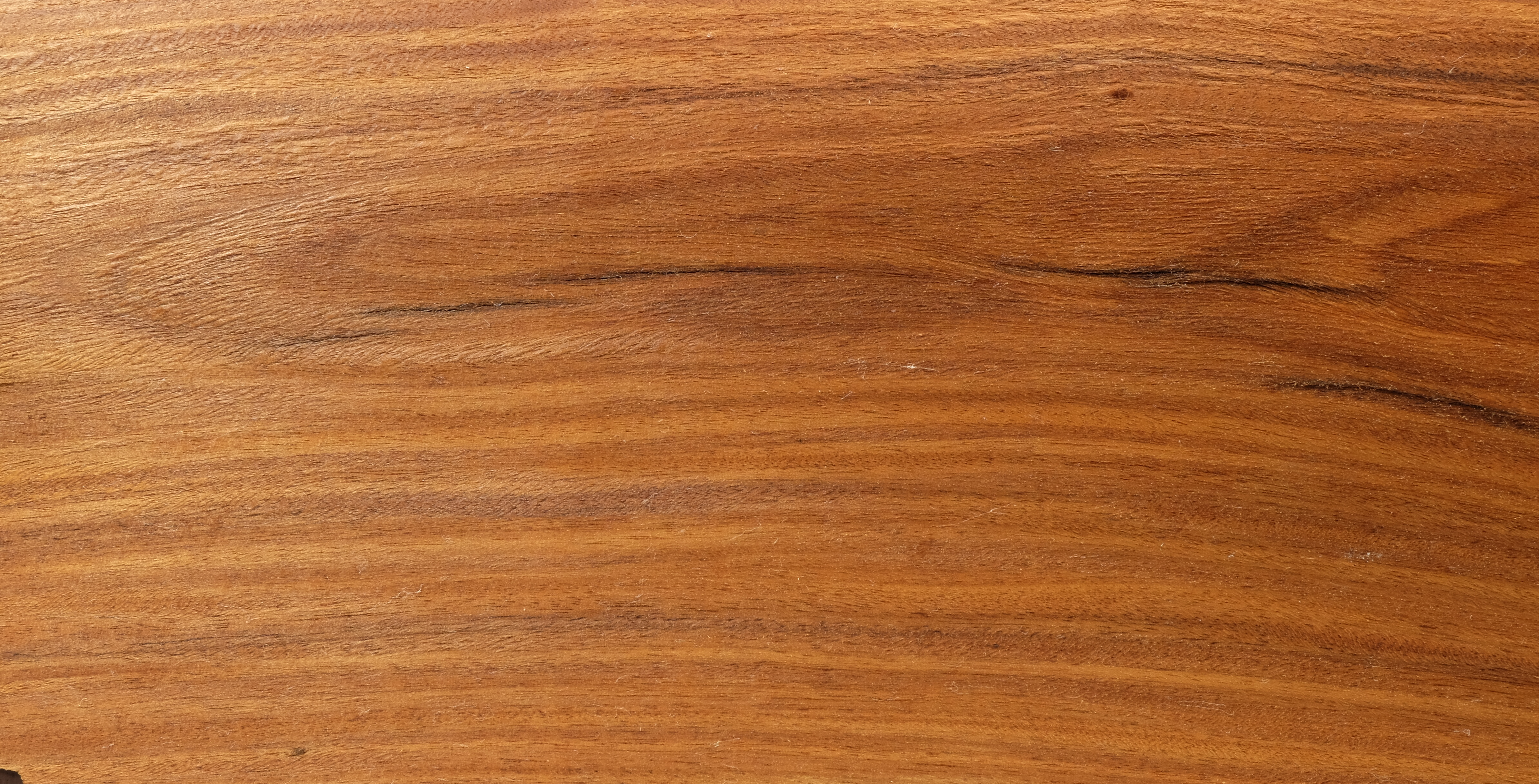
Santos Palissander
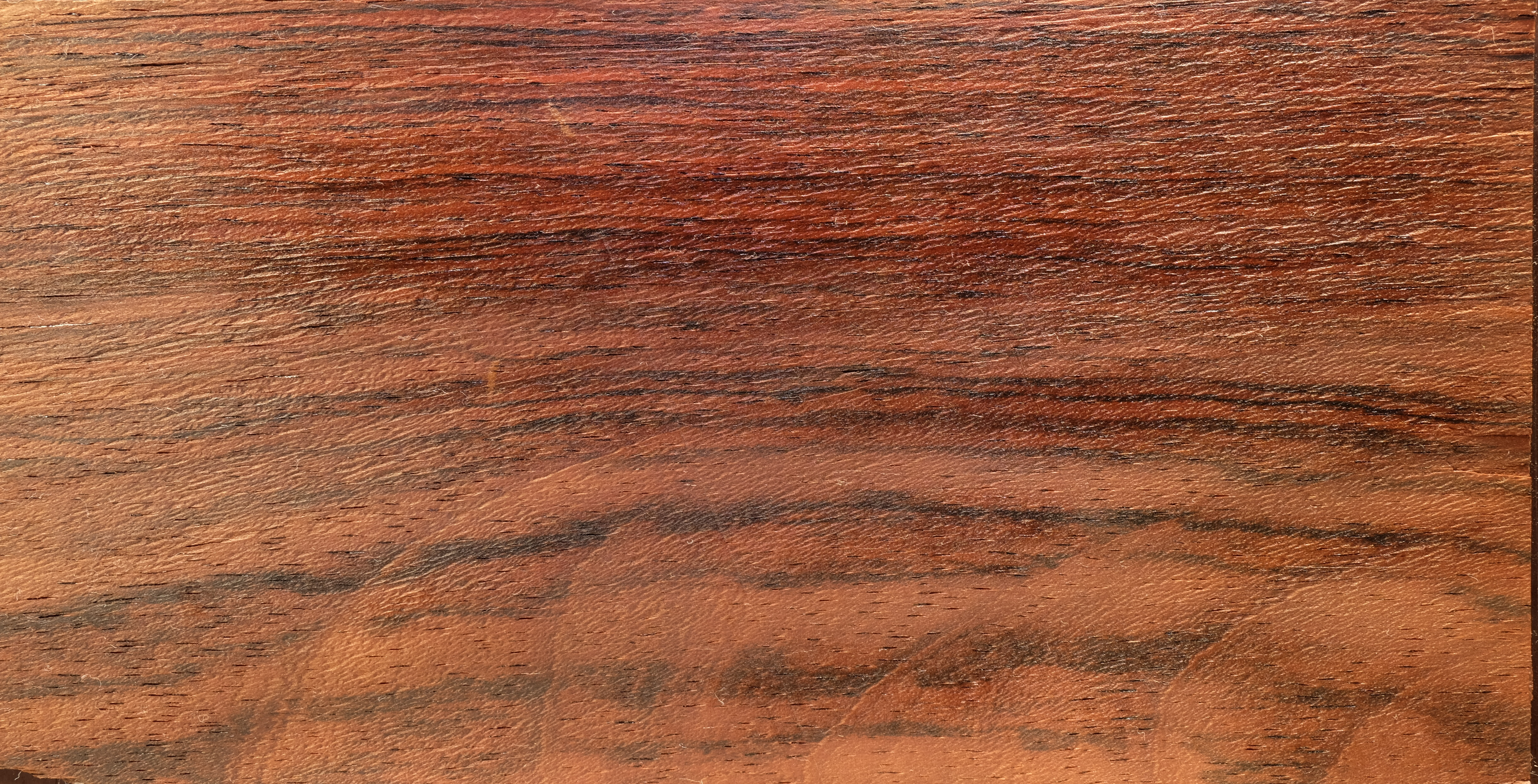
Rio-Palissander
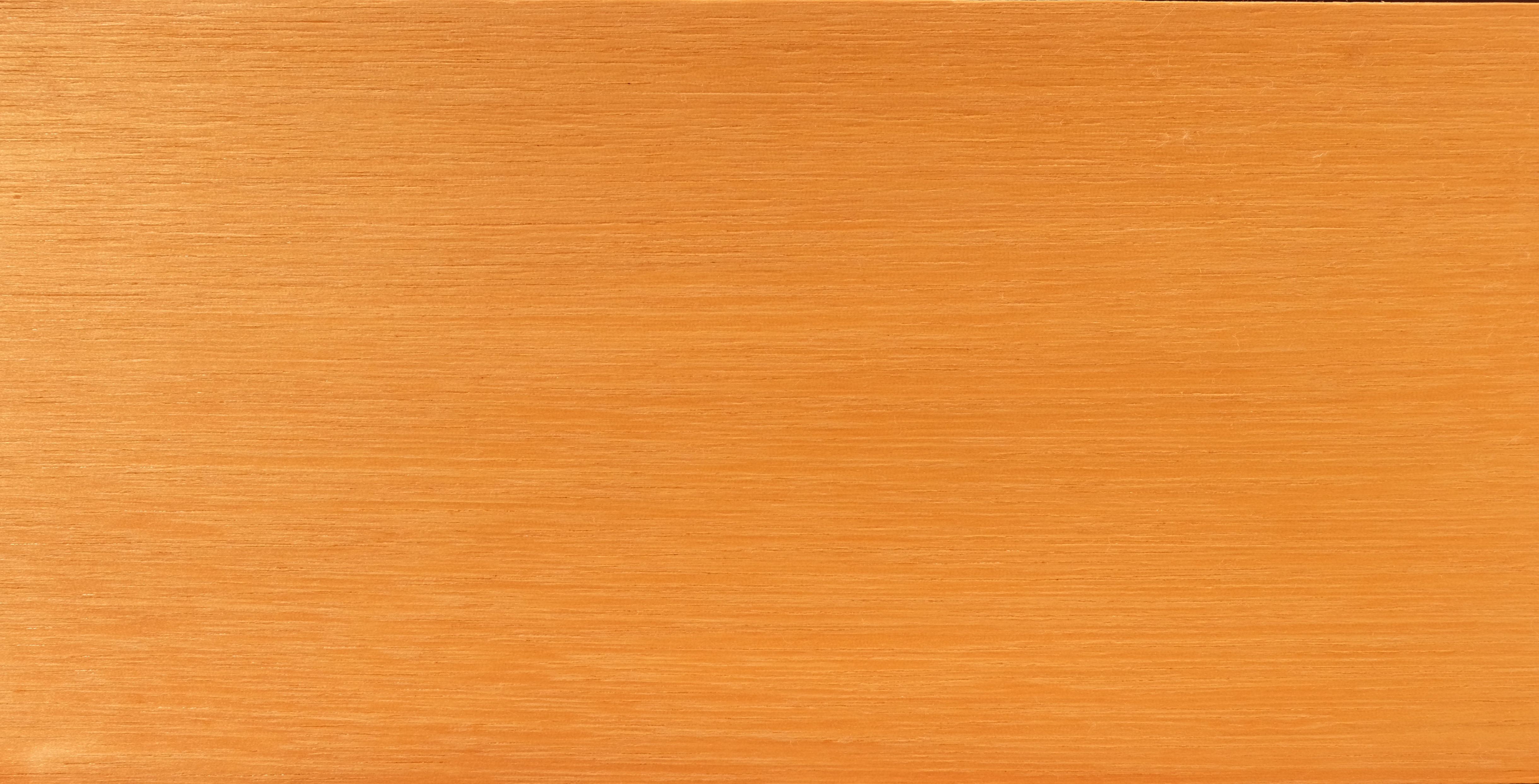
Ramin
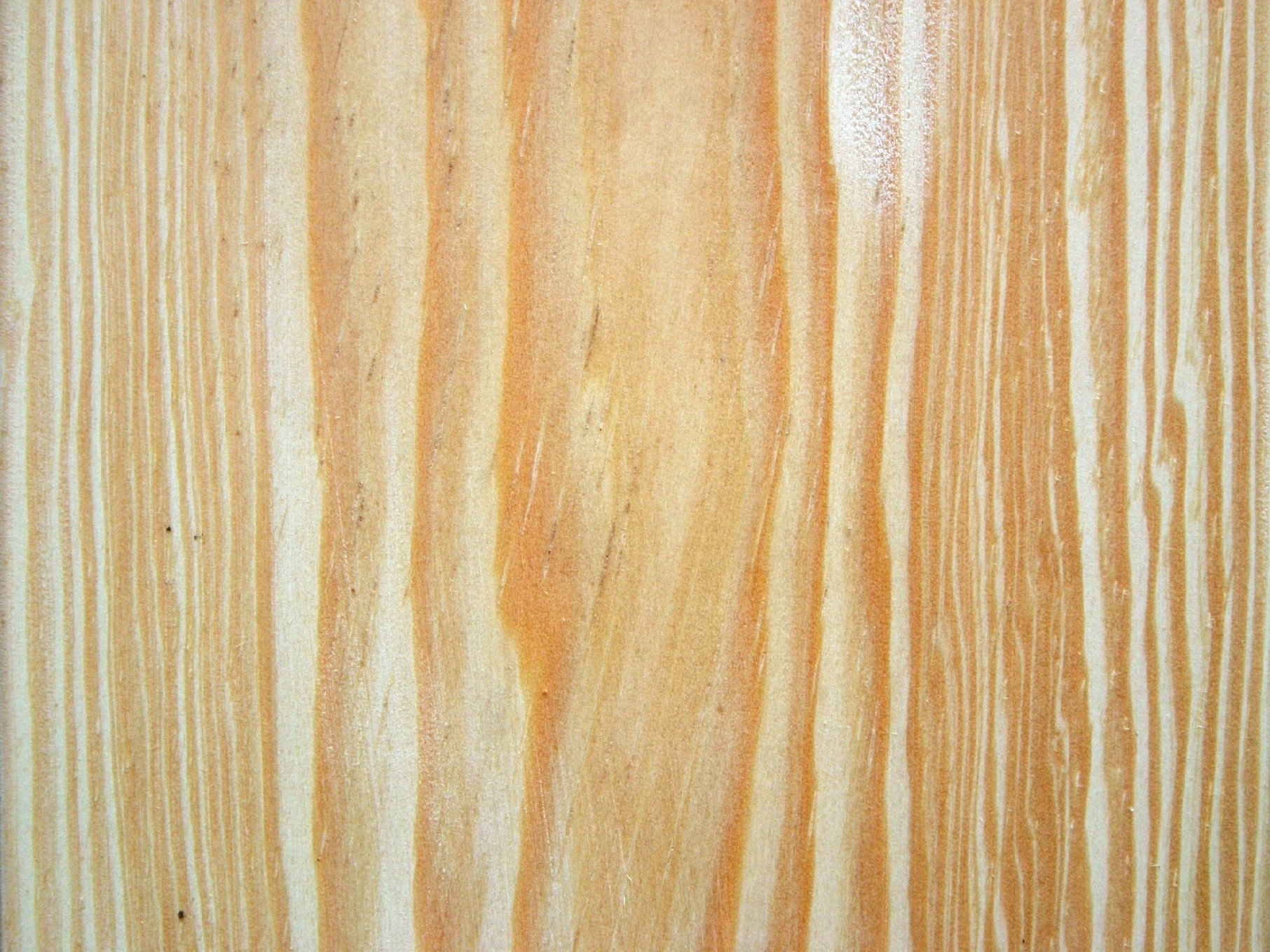
Pinje (Pinus canariensis)
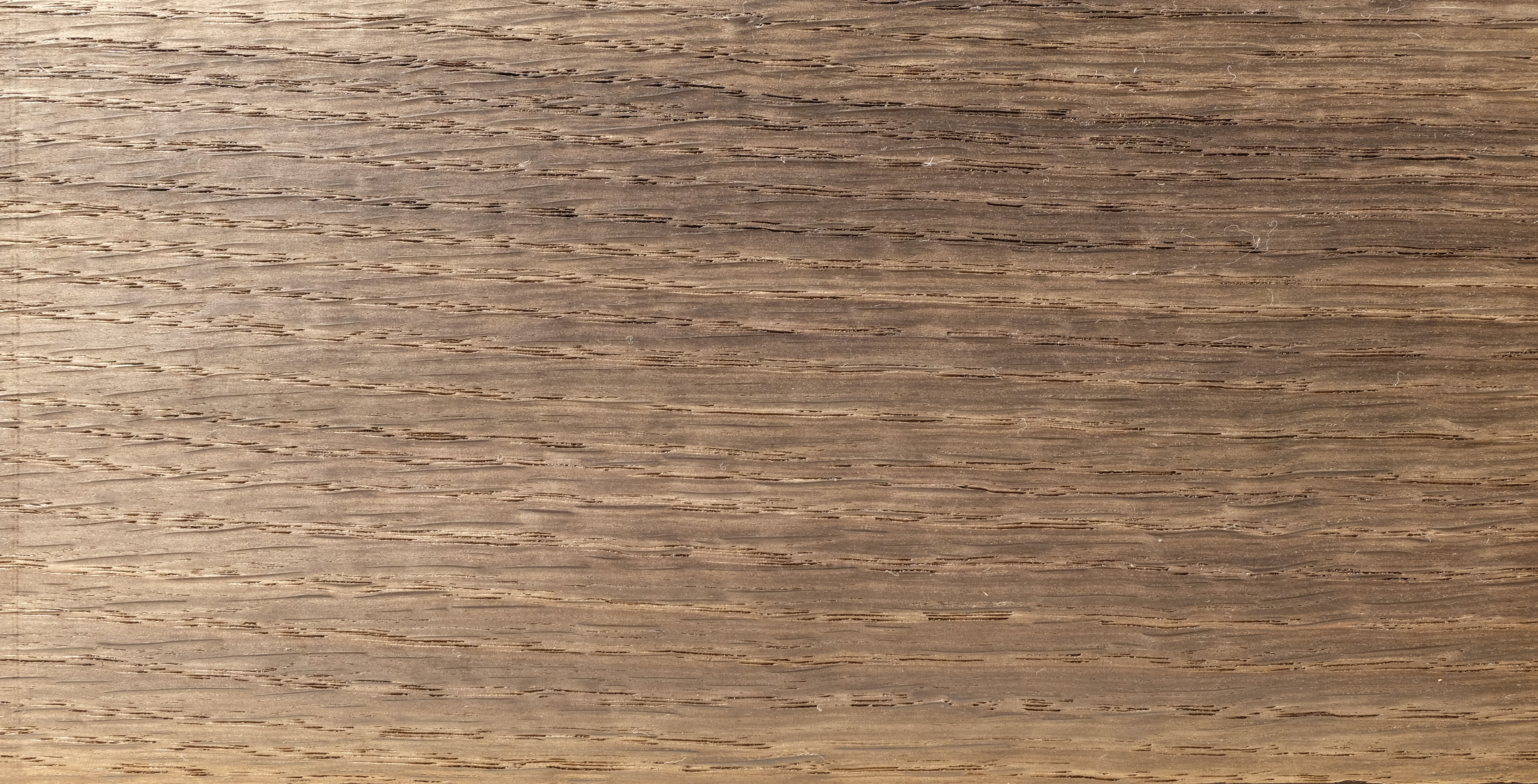
Svartek
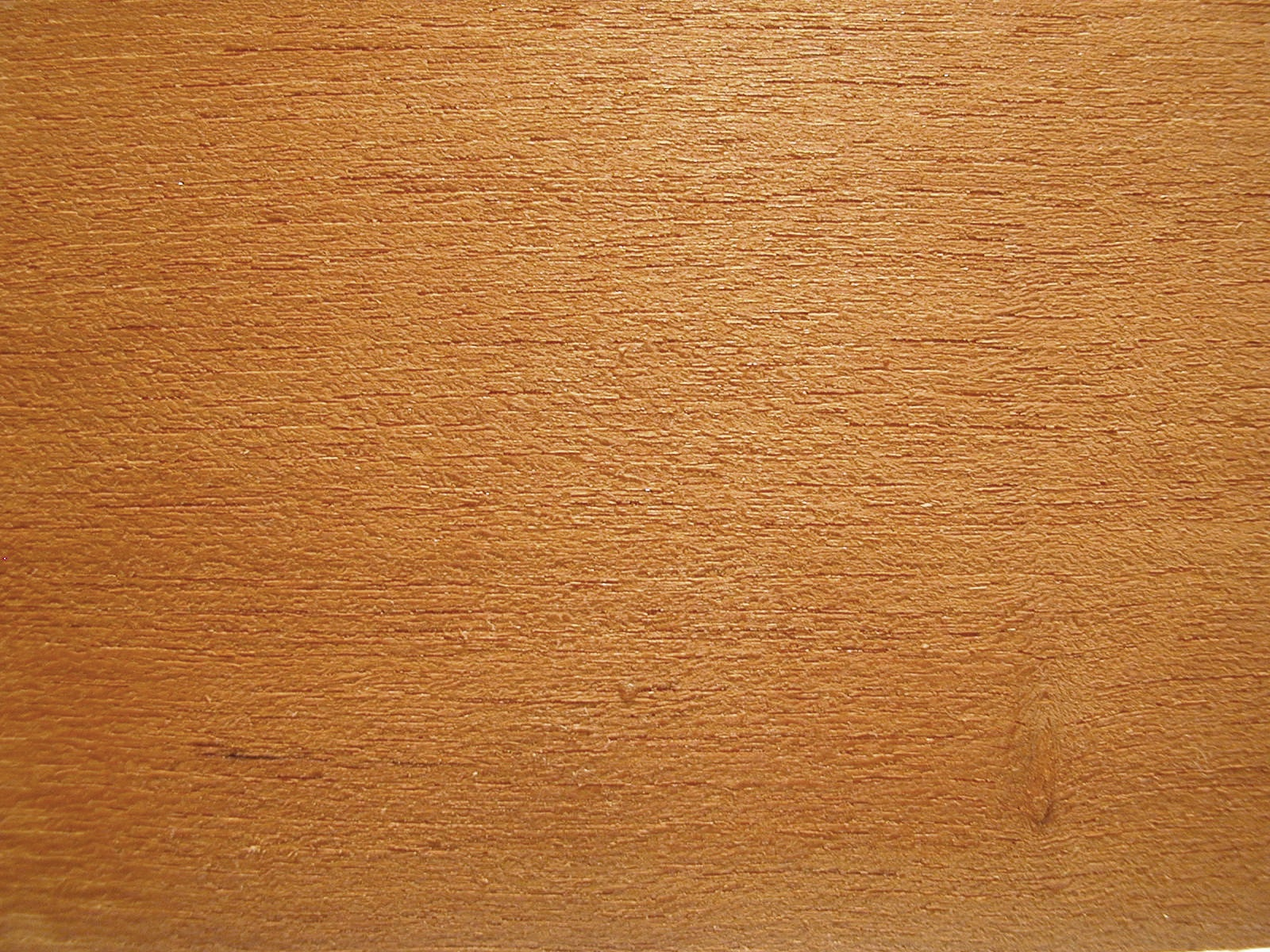
Teakvirke
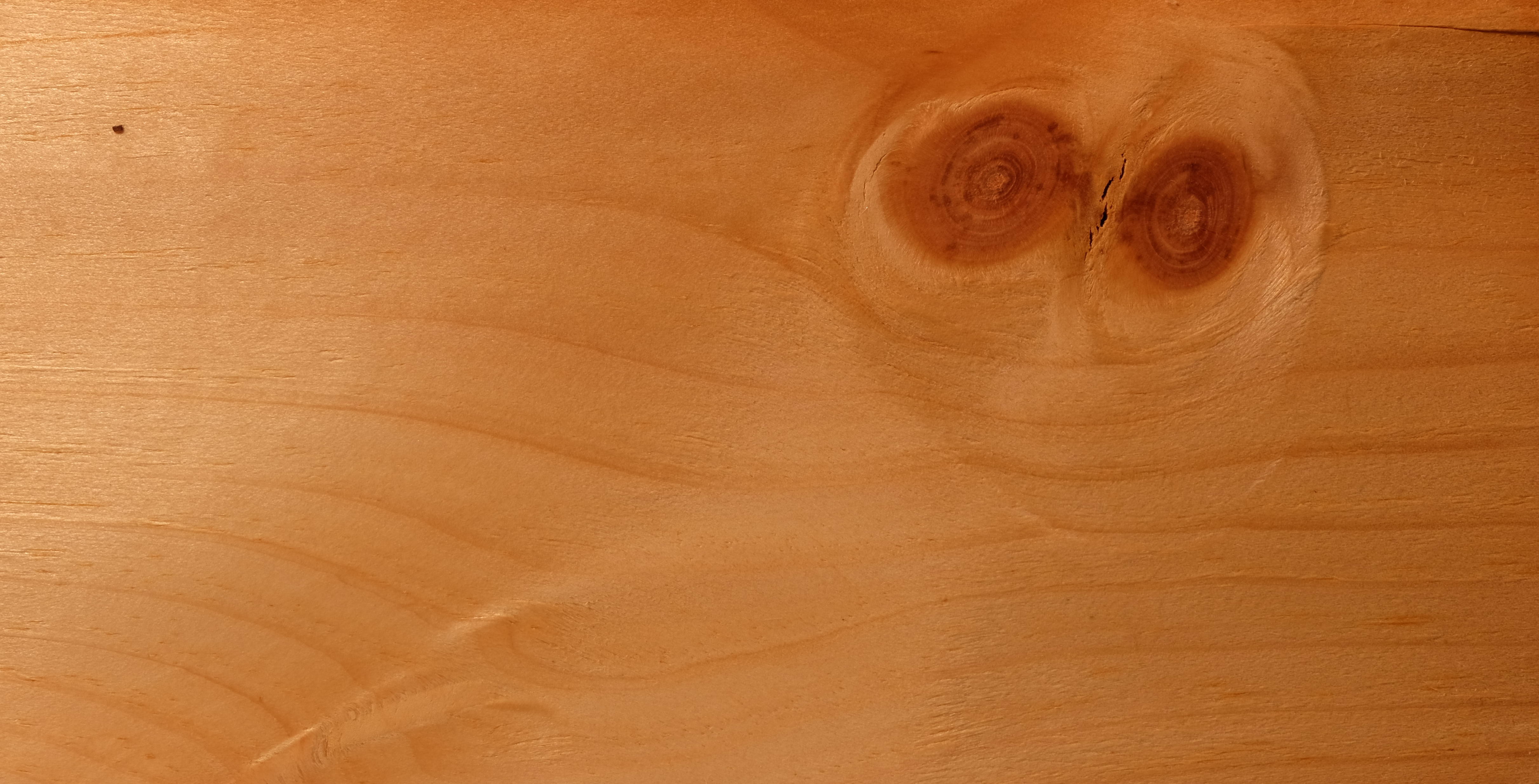
Weymouth Furu
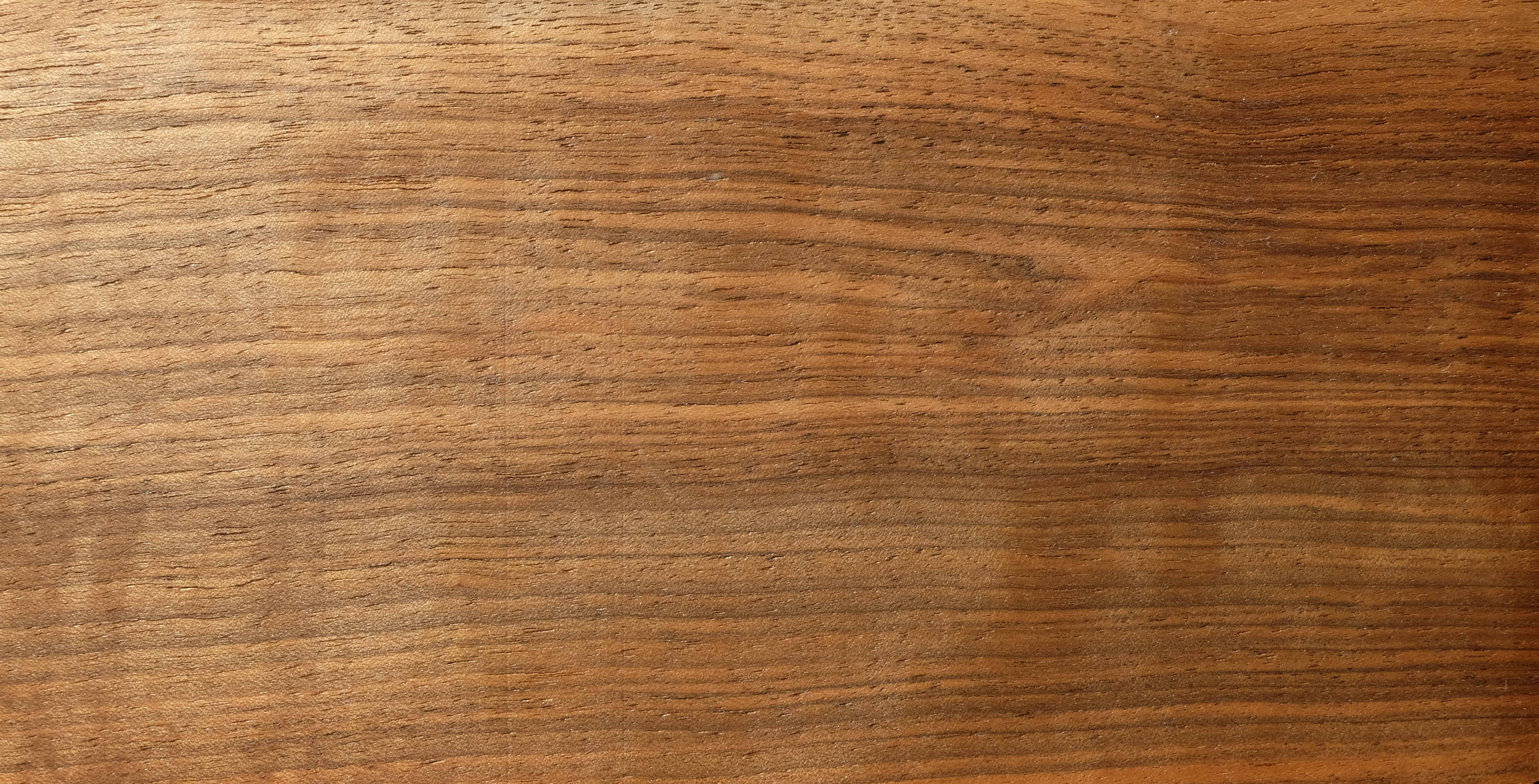
Valnöt
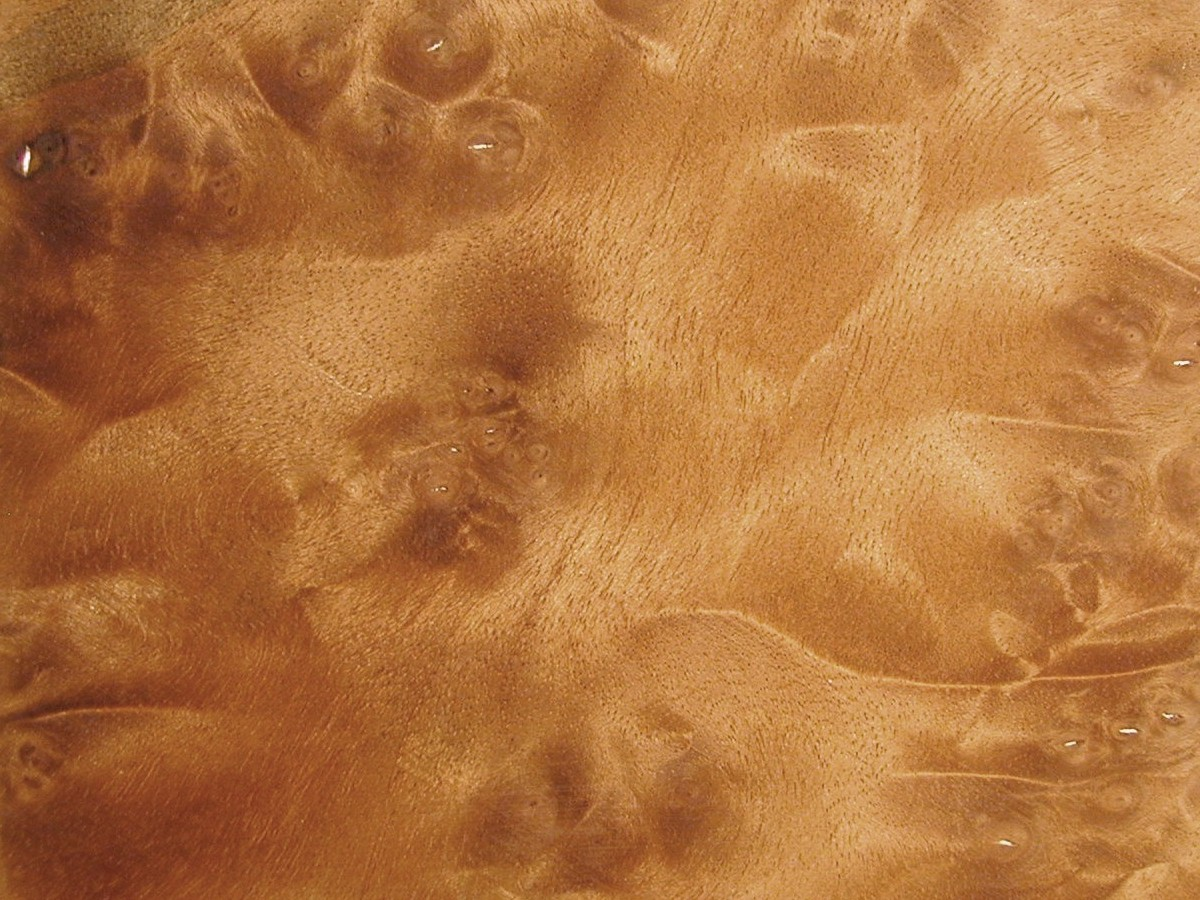
Valnötsmasur
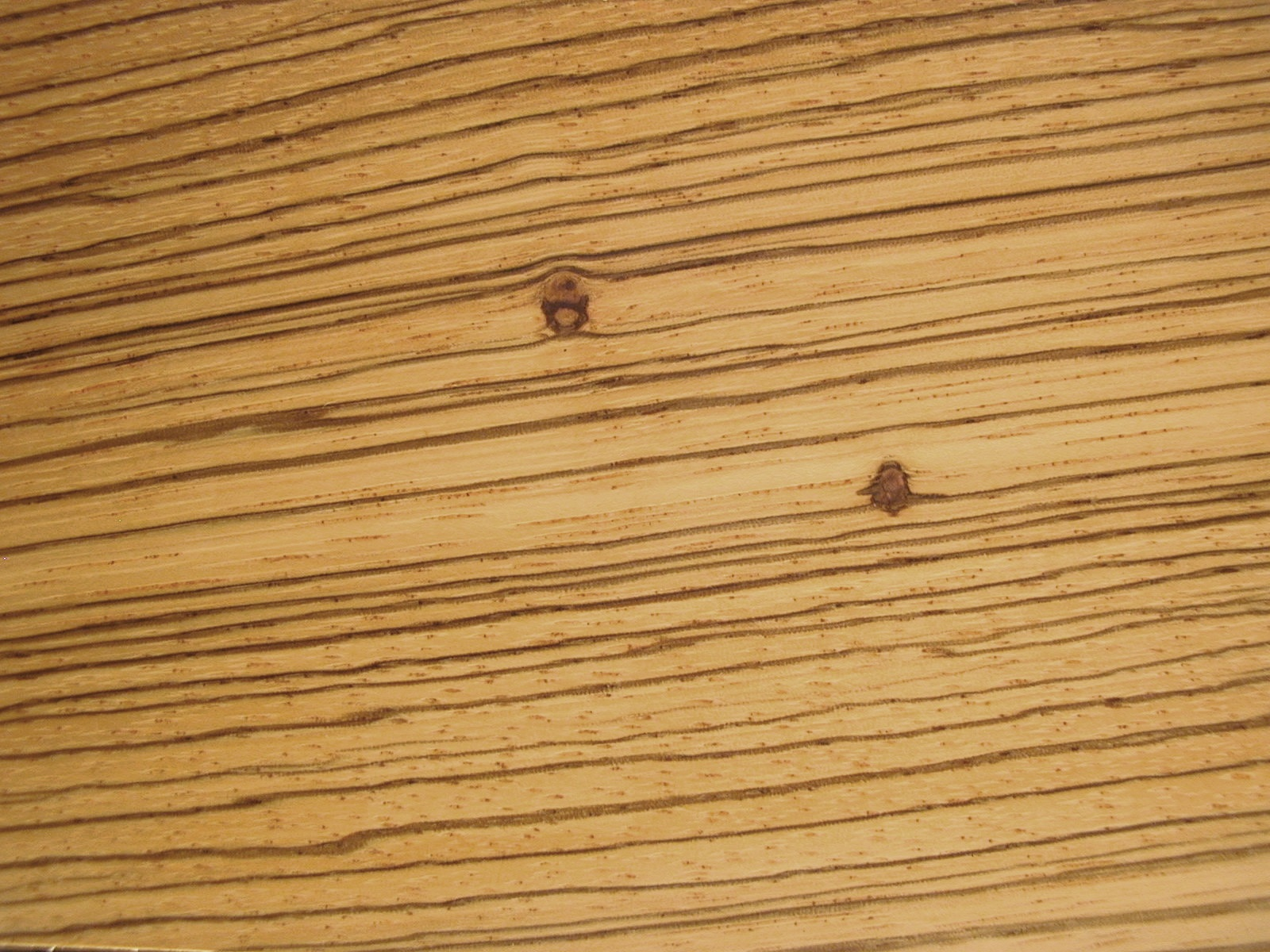
Zebraträ